# Ślesin
Ślesin este un oraș în Polonia.